# Crvena jabuka
Crvena Jabuka je rock zasedba iz bivše Jugoslavije, ki izvira iz Sarajeva v Bosni in Hercegovini, trenutno pa deluje v Zagrebu in Splitu na Hrvaškem . V nekdanji Jugoslaviji je bila ena najuspešnejših in najbolj plodnih skupin.

## Zgodovina
Skupina Crvena jabuka je bila ustanovljena leta 1985 v Sarajevu. V prvotni postavi so skupino sestavljali: Dražen Ričl Zijo (vokal, solo kitara, tekstopisec), Zlatko Arslanagić Zlaja (ritem kitara, tekstopisec), Dražen Žerić Žera (klaviature, spremljevalni vokal), Aljoša Buha (bas kitara) in Darko Jelčić Cunja (bobni, tolkala). Njihovo glasbo so navdihnili Beatles in Indexi. Prvi album Crvena jabuka, ki je izšel leta 1986, je bil takojšen uspeh. Skupina je hitro pridobila veliko popularnost po vsej bivši Jugoslaviji. Poleti 1986 je skupina odšla na koncert v Mostar in pri Jablanici doživela prometno nesrečo, v kateri sta umrla Dražen Ričl Zijo in Aljoša Buha.
Po enoletnem premoru je skupina izdala drugi album »Za sve ove godine«, ki je veljal za nekakšno posvetilo. Zdelo se je, da je skupina razpadla, saj je bil preminuli Ričl njena poosebitev in duša, a je uspeh drugega albuma spodbudil preostale člane, da so nadaljevali kot trio, v katerem so delovali Zlatko Arslanagić, pevec Dražen Žerić in Darko Jelčić na bobnih. Skupini sta se pridružila Nikša Bratoš iz skupine Valentino in basist Branko Sauka. Kmalu se jim je pridružil klaviaturist Zlatko Volarević "Dilajla". Njihov tretji album "Sanjati", izdan leta 1988, je bil še večji uspeh in velja za enega najboljših pop albumov, ki so bili kdajkoli izdani na območju nekdanje Jugoslavije. Po izidu albuma je skupina začela veliko turnejo s 180 koncerti po vsej Jugoslaviji. Po koncu turneje januarja 1989 so ponovno posneli studijski album, četrti po vrsti, z naslovom "Tamo gdje ljubav počinje". Ta album je prinesel nekaj poznanih balad, kot so "Volio bih da si tu", "Tuga, ti i ja", "Ostani" itd.
V Tašmajdanskem parku, 23. junija 1989. letu je skupina priredila nepozaben koncert, na katerem niti poletni naliv ni uspel razgnati občinstva. V nadaljevanju turneje so v Sarajevu, Titogradu (danes Podgorica), Zagrebu in Banja Luki posneli koncertni album "Uzmi me kad hoćeš ti", ki je prišel v prodajo leta 1990. Takrat je na koncertih kitaro igral novi član skupine Igor Ivanović, ki je zamenjal Nikšo Bratoša, slednji se je namreč takrat posvečal zgolj studijskemu delu. Leta 1990, ko je album Sanjati dosegel zlato naklado, je skupina zanj prejela mednarodno nagrado.
V začetku leta 1991 so posneli svoj novi album "Nekako s proljeća". S skupino je bil ponovno Nikša Bratoš, ki je poskrbel za produkcijo in kitarsko spremljavo, skupaj z novim kitaristom Zoranom Šerbedžijo. Vse pesmi je napisal Zlaja. Gost na plošči je bil Kemal Monteno, ki je odpel vokal v naslovni pesmi "Nekako s proljeća". Album je prišel v prodajo spomladi istega leta. Zaradi zelo slabe politične situacije v Jugoslaviji skupina ni mogla promovirati albuma na koncertih po vsej državi. Prvi je Sarajevo zapustil vodja skupine Zlatko Arslanagić, ki se je preselil v London in kasneje v Kanado. Bane Sauka se je preselil na Češko, Dilajla v rodni Metković, Zoran Šerbedžija v Nemčijo, Nikša v Zagreb, Žera in Cunja pa sta v Sarajevu ostala do sredine leta 1994, ko so se preselili v Zagreb.

### Nov začetek
Skupina je imela premor do konca vojne leta 1995, ko je Dražen Žerić ponovno združil skupino v novi sestavi. Danijel Lastrić je igral klaviature, Krešimir Kaštelan "Krešo" bas, ostala ekipa pa je ostala ista — Darko Jelčić "Cunja" za bobni in Nikša Bratoš kot kitarist, z izjemo Zlaje, ki je napisal skoraj vse pesmi v obdobju od leta 1985 do leta 1991. Skupini se je pridružil še en kitarist, Mario Vukčević "Džimi".
Od tega trenutka so začeli ustvarjati material za novi album. Na albumu je nekaj besedil, ki jih je napisal pokojni Dražen Ričl. Pri nastajanju albuma sta sodelovala tudi Saša Losić in Zlatan Fazlić. Novi album "In your eyes" je bil naprodaj 17. novembra 1996. Skupina je organizirala koncerte v Sloveniji, na Hrvaškem, v Bosni in Hercegovini ter na Danskem, kjer se jim je pridružil novi kitarist Saša Zalepugin. Del posnetka s koncerta v Zagrebu so prenesli na zgoščenko »Live«, ki je izšla leta 2001. Po njihovi vrnitvi iz Danske sta bila koncerta 16. maja 1997 v Tuzli in 17. maja 1997 na prepolni sarajevski Skenderiji. Po uspešni turneji po domovini in tujini so se odločili za počitnice v Makarski, kjer so nekoč Zlaja, Ričl, Aljoša, Žera in Cunja začeli pripravljati svoj prvi album. Tam so namesto počitka pravzaprav začeli ustvarjati material za svoj novi album z naslovom "Svet je pisana žoga". V času dopusta je skupino zapustil kitarist Mario Vukčević "Džimi". Novi album je prinesel več uspešnic, kot so "Vjetar", "Stižu me sjećanja" in "Da mi je do nje". Po izidu novega albuma se je skupina odpravila na turnejo, kjer so posneli koncertni album "Riznice sjećanja". Skupino je zapustil Saša Zalepugin, na njegovo mesto pa je stopil Zlatko Bebek.
V Zagrebu so 13. in 14. februarja 1999 odigrali akustični koncert in ga izdali pod imenom »Zakladi spominov«. Poleg standardnih uspešnic je bila premierno izvedena pesem "Moje mesto". Istega leta je Dražen Žerić sodeloval na bosanskem izboru za Pesem Evrovizije s pesmijo Zlatana Fazlića "Život bih proveo ispod mostova".
Leto kasneje je izšel album "Sve što sanjam". V Srbiji ga je pod licenco izdala Grand produkcija. Poleg »Tvoga srca vrata« sta bili zelo priljubljeni tudi pesmi dalmatinskega in tamburaškega melosa »Niko nije lud da spava« in »Ni zadnji, ni prvi«. Videospot ene bolj znanih pesmi z izdanega albuma z naslovom "Tvojim željama vođen" je bil objavljen leta 2002. Naslednje leto maja pa se je skupina odločila za predstavitev albuma v Srbiji, kjer so ivedli svoj prvi koncert v Beogradu po razpadu Jugoslavije.
20 let od prvega albuma je zaznamoval album "Oprosti što je ljubavna". V spomin na Dražena Ričla je bila na novo posneta pesem "Tugo nesrećo", za Aljošo Bukho pa priredba »Zarjavele trube« skupine Congress.
Ustvarjalni zaton se bo pokazal s pojavom albuma "Duša Sarajeva". Malce pozornosti so nase pritegnile le pesmi, kot sta »Oči boje srce« in »Ja sam Bogu blizu«. Na zgoščenki je tudi posneta priredba Kemala Montena "Napiši jednu ljubavnu".
V filmu Dejana Radonića "Duhovi Sarajeva" sta Hari Mata Hari in Žera zapela glavno skladbo "Dok teče Miljacka".
Na CMC festivalu leta 2008 so sodelovali s pesmijo "Glupo je", v Širokem Brijegu pa na radijskem festivalu Hercegovina s pesmijo "Šampanjski poljubac", ki je izšla na naslednjem albumu preprosto imenovanem "Volim te" (2009). 
25 let od nastanka skupine so obeležili s štirikratno CD kompilacijo največjih uspešnic "Da nije ljubavi" ter prvim DVD-jem z video posnetki "S one strani spominov". Na antologijski kompilaciji so tudi na novo posnete stare uspešnice »S tvojih usana«, »Za sve ove godine«, »Umrijeću noćas od ljepote«, »Osim tebe ljubi«, »Kad kazaljke se poklope« (originalna verzija je novoletni promocijski singel iz leta 1988 ), "Dirlija" (gost v rap sekciji - Shorty). Obletnici je sledila zelo odmevna turneja, ki je skupini povrnila veliko popularnost.
Konec leta 2010 so ansirali radijsko uspešnico "Ukrast' ću ti snove", marca 2011 pa z Željkom Bebekom pesem "Kletva", ki je napovedala 13. studijski album "Za tvojo ljubav". Na albumu tako kot prej prepevajo ljubezenske pesmi, a tudi nepojmljivo veliko priredb. Po 15 letih se je skupini spet pridružil gostujoči frontman Plavega orkestra, Saša Lošić, in sicer v pesmi "Ljubav je jaka". Konec leta 2011 je bil posnet duet "Istok, severm jug, zapad" z Indiro Radić .
Maja 2013 je skupina izdala singel z naslovom "Imam neke fore", ki je napovedal izid 14. studijskega albuma "Nek bude ljubav", ki je izšel junija 2013. Na albumu so tudi bolj zanimivi dueti: "Crveni Poljupci" s Kemalom Montenom, duet s Halidom Bešlićem "Godinama" v živi izvedbi ter duet Žere in Nevernih Bebe "Ovo je kraj".
18. februarja 2014 je skupina imela unplugged koncert v dvorani "Vatroslav Lisinski". Zasedba je posneteg tistega koncerta izdala kot dvojno zgoščenko z naslovom "Bivše curice, bivši dječaci - Unplugged Live in Lisinski". Kompilacija vsebuje simboličnih 30 pesmi, saj je v naslednjem letu 2015 skupina praznovala 30 let obstoja. Ob tem jubileju je bil načrtovan tudi izid novega albuma.

## Člani skupine

### Trenutni člani
- Dražen Žerić Žera - (vokal, spremljevalni vokal, klaviature, programiranje, melodija, harmonika, harmonika, flavta, tolkala)
- Dario Duvnjak - (kitara)
- Krešimir Kaštelan Krešo - (bas kitara, akustična kitara, klaviature, tolkala)
- Adrijan Borić - (bobni, tolkala)
- Stjepan Šarić - (klaviature)

### Bivši člani
- Darko Jelčić Cunja - (bobni, tolkala)
- Dražen Ričl Zijo Para - (vokal, solo kitara, tekstopisec, skladatelj)
- Zlatko Arslanagić Zlaja - (ritem kitara, solo kitara, akustična kitara, bas kitara, tolkala, spremljevalni vokal, tekstopisec, skladatelj)
- Aljoša Buha - (bas kitara)
- Nikša Bratoš - (solo kitara, ritem kitara, akustična kitara, bas kitara, tamburin, klaviature, sintetizatorska kitara, programiranje, mandolina, harmonika, violina, harmonika, trobenta, pozavna, saksofon, klarinet, flavta, melodika, tolkala, spremljevalni vokalist, skladatelj)
- Srdjan Šerbedžija - (bas kitara)
- Branko Sauka Bane - (bas kitara)
- Zlatko Volarević Dilajla - (klaviature, programiranje, spremljevalni vokal)
- Igor Ivanović - (solo kitara, ritem kitara, spremljevalni vokal)
- Zoran Šerbedžija Zoka - (ritem kitara, solo kitara)
- Danijel Lastrić - (klaviature, spremljevalni vokal)
- Mario Vukčević Jimi - (solo kitara, ritem kitara)
- Saša Zalepugin - (solo kitara, ritem kitara)
- Zlatko Bebek - (solo kitara, ritem kitara)
- Josip Andrić - (klaviature, programiranje)
- Marko Belošević - (klaviature, programiranje)
- Damir Gonz - (solo kitara, ritem kitara, akustična kitara, klaviature, programiranje, tolkala, spremljevalni vokali)

## Albumi

### Studijski albumi
- Crvena jabuka (1986)
- Za sve ove godine (1987)
- Sanjati (1988)
- Tamo gdje ljubav počinje (1989)
- Nekako s proljeća (1991)
- U tvojim očima (1996)
- Svijet je lopta šarena (1998)
- Sve što sanjam (2000)
- Tvojim željama vođen (2002)
- Oprosti što je ljubavna (2005)
- Duša Sarajeva (2007)
- Volim te (2009)
- Za tvoju ljubav (2011)
- Nek' bude ljubav (2013)
- 2016 (2016)
- Nocturno (2018)
- Tvrđava (2020)
- Neka nova jutra (2022)

### Live albumi
- Uzmi me (kad hoćeš ti) (1990)
- Live Dom sportova Zagreb 1996 (2001)
- Riznice sjećanja - Unplugged (1999)
- Bivše djevojčice, bivši dječaci - Unplugged live u Lisinskom (2014)